# Marta Marrero
Ne doit pas être confondu avec Martika.
Marta Marrero (née le 16 janvier 1983 à Las Palmas de Gran Canaria) est une ancienne joueuse de tennis espagnole, professionnelle de 1998 à 2010, et actuelle joueuse professionnelle de padel depuis 2013.

## Biographie

### Tennis
En 2000, alors 108e mondiale et issue des qualifications, elle a joué les quarts de finale à Roland-Garros, battue par sa compatriote Conchita Martínez. Il s'agit de sa meilleure performance en simple dans une épreuve du Grand Chelem.
Marta Marrero a gagné deux tournois WTA en double dames au cours de sa carrière.
Blessée, elle annonce son retrait du circuit en janvier 2010.

### Padel
Marta Marrero a ensuite entamé une carrière en padel comme plusieurs anciens provenant du tennis et figure parmi les meilleures joueuses du circuit. Elle intègre le circuit World Padel Tour en 2013 avec Alejandra Salazar en tant que partenaire. Après une saison 2015 tapies derrière les jummelles Mapi Sánchez Alayeto et Majo Sánchez Alayeto, elles atteignent la première place du classement au terme d'une seconde partie de saison spectactulaire.
En raison d'une blessure d'Alejandra Salazar, elle jouera temporairement avec l'argentine Catalina Tenorio lors de la saison 2017, avec qui elle atteindra cinq finales sans remporter de titre. En 2018, elle retrouvera sa coéquipière Alejandra et remporteront six tournois dans la saison, un record cette année là, et finiront seconde meilleure paire au classement du circuit. 
Malgré cette saison pleine, les deux joueuses se séparent, et Marta s'associera pour la saison 2019 à la jeune madrilène Marta Ortega, avec qui elle atteindra la première place du classement du World Padel Tour à la fin de la saison, grâce aux sept titres remportés sur la saison. Les saisons suivantes, elle aura plusieurs autres coéquipières, notamment Paula Josemaría ou encore Lucía Sainz. Elle décide fin 2022 de se mettre en retrait des pistes pour accorder du temps à sa famille, après 31 ans de sport de haut niveau.

## Palmarès Tennis

### Titres en double dames
| No | Date       | Nom et lieu du tournoi | Catégorie | Dotation  | Surface      | Partenaire             | Finalistes                               | Score    |          |
| -- | ---------- | ---------------------- | --------- | --------- | ------------ | ---------------------- | ---------------------------------------- | -------- | -------- |
| 1  | 09/08/2004 | Idea Prokom Open Sopot | Tier III  | 300 000 $ | Terre (ext.) | Nuria Llagostera Vives | Klaudia Jans Alicja Rosolska             | 6-4, 6-3 | Parcours |
| 2  | 16/05/2005 | Istanbul Cup Istanbul  | Tier III  | 200 000 $ | Terre (ext.) | Ant. Serra Zanetti     | Daniela Klemenschits Sandra Klemenschits | 6-4, 6-0 | Parcours |

### Finales en double dames
| No | Date       | Nom et lieu du tournoi      | Catégorie | Dotation  | Surface         | Vainqueures                       | Partenaire             | Score         |          |
| -- | ---------- | --------------------------- | --------- | --------- | --------------- | --------------------------------- | ---------------------- | ------------- | -------- |
| 1  | 30/07/2001 | PreCon Open Bâle            | Tier IV   | 140 000 $ | Terre (ext.)    | María José Martínez Anabel Medina | Joannette Kruger       | 7-65, 6-2     | Parcours |
| 2  | 27/09/2004 | Gaz de France Stars Hasselt | Tier III  | 170 000 $ | Moquette (int.) | Jennifer Russell Mara Santangelo  | Nuria Llagostera Vives | 6-3, 7-5      | Parcours |
| 3  | 25/07/2005 | Tippmix Grand Prix Budapest | Tier IV   | 140 000 $ | Terre (ext.)    | Émilie Loit Katarina Srebotnik    | Lourdes Domínguez Lino | 6-1, 3-6, 6-2 | Parcours |

## Parcours en Grand Chelem

### En simple dames
| Année | Open d'Australie | Open d'Australie | Internationaux de France | Internationaux de France | Wimbledon       | Wimbledon      | US Open         | US Open        |
| ----- | ---------------- | ---------------- | ------------------------ | ------------------------ | --------------- | -------------- | --------------- | -------------- |
| 2000  | -                | -                | 1/4 de finale            | C. Martínez              | -               | -              | 1er tour (1/64) | Kim Clijsters  |
| 2001  | 4e tour (1/8)    | J. Capriati      | 3e tour (1/16)           | Kim Clijsters            | 2e tour (1/32)  | M. Shaughnessy | 1er tour (1/64) | I. Tulyaganova |
| 2002  | 2e tour (1/32)   | Justine Henin    | 2e tour (1/32)           | Vera Zvonareva           | 2e tour (1/32)  | J. Capriati    | 1er tour (1/64) | A. Myskina     |
| 2003  | 2e tour (1/32)   | Patty Schnyder   | 1er tour (1/64)          | Petra Mandula            | 1er tour (1/64) | Barbara Schett | 1er tour (1/64) | T. Perebiynis  |
| 2004  | 1er tour (1/64)  | Émilie Loit      | 2e tour (1/32)           | M. Maleeva               | 1er tour (1/64) | Elena Baltacha | 1er tour (1/64) | Elena Bovina   |
| 2005  | 1er tour (1/64)  | F. Schiavone     | 1er tour (1/64)          | Venus Williams           | 1er tour (1/64) | Jamea Jackson  | -               | -              |

À droite du résultat, l’ultime adversaire.

### En double dames
| Année | Open d'Australie                   | Open d'Australie         | Internationaux de France      | Internationaux de France  | Wimbledon                     | Wimbledon                  | US Open                           | US Open                    |
| ----- | ---------------------------------- | ------------------------ | ----------------------------- | ------------------------- | ----------------------------- | -------------------------- | --------------------------------- | -------------------------- |
| 2002  | 1er tour (1/32) C. Torrens         | C. Barclay C. Wheeler    | 2e tour (1/16) M. J. Martínez | Rika Fujiwara Ai Sugiyama | 1er tour (1/32) Eva Bes       | A. Kournikova Chanda Rubin | 1er tour (1/32) M. Müller         | N. Dechy Meilen Tu         |
| 2003  | 1er tour (1/32) de los Ríos        | M. Salerni Åsa Svensson  | 2e tour (1/16) de los Ríos    | V. Ruano Paola Suárez     | 1er tour (1/32) de los Ríos   | Kulikovskaya S. Talaja     | 1er tour (1/32) Iva Majoli        | L. Granville A. Stevenson  |
| 2004  | 1er tour (1/32) J. Vakulenko       | Émilie Loit Nicole Pratt | -                             | -                         | -                             | -                          | 2e tour (1/16) Anabel Medina      | C. Dhenin S. Talaja        |
| 2005  | 1er tour (1/32) Ant. Serra Zanetti | Li Ting Sun Tiantian     | 2e tour (1/16) Arantxa Parra  | S. Asagoe K. Srebotnik    | 1er tour (1/32) Arantxa Parra | S. Asagoe K. Srebotnik     | 2e tour (1/16) Ant. Serra Zanetti | E. Dementieva F. Pennetta  |
| 2007  | -                                  | -                        | -                             | -                         | -                             | -                          | 2e tour (1/16) Selima Sfar        | Alicia Molik M. Santangelo |

Sous le résultat, la partenaire ; à droite, l’ultime équipe adverse.

## Parcours en Fed Cup
| #                                                                   | Date       | Lieu                 | Surface         | Gagnante(s)                | Perdante(s)                  | Score          |          |
|                                                                     |            |                      |                 |                            |                              |                |          |
| 2002 - 1/4 de finale (groupe mondial) - Espagne - Allemagne - 5 : 0 |            |                      |                 |                            |                              |                |          |
| 1                                                                   | 20/07/2002 | Majorque             | Terre (ext.)    | Marta Marrero              | Martina Müller               | 6-1, 6-1       | Parcours |
| 1                                                                   | 20/07/2002 | Majorque             | Terre (ext.)    | Marta Marrero              | Anca Barna                   | 7-62, 2-6, 6-2 | Parcours |
|                                                                     |            |                      |                 |                            |                              |                |          |
| 2004 - 1er tour (groupe mondial) - Espagne - Suisse - 3 : 2         |            |                      |                 |                            |                              |                |          |
| 2                                                                   | 24/04/2004 | Los Belones          | Terre (ext.)    | Patty Schnyder             | Marta Marrero                | 3-6, 7-66, 7-5 | Parcours |
| 2                                                                   | 24/04/2004 | Los Belones          | Terre (ext.)    | Myriam Casanova            | Marta Marrero                | 6-74, 6-4, 6-0 | Parcours |
|                                                                     |            |                      |                 |                            |                              |                |          |
| 2004 - 1/2 finale (groupe mondial) - France - Espagne - 5 : 0       |            |                      |                 |                            |                              |                |          |
| 3                                                                   | 24/11/2004 | Moscou               | Moquette (int.) | Tatiana Golovin            | Marta Marrero                | 6-3, 6-4       | Parcours |
| 3                                                                   | 24/11/2004 | Moscou               | Moquette (int.) | Marion Bartoli Émilie Loit | Marta Marrero Virginia Ruano | 7-5, 6-2       | Parcours |
|                                                                     |            |                      |                 |                            |                              |                |          |
| 2005 - 1/4 de finale (groupe mondial) - Espagne - Argentine - 3 : 2 |            |                      |                 |                            |                              |                |          |
| 4                                                                   | 23/04/2005 | Jerez de la Frontera | Terre (ext.)    | Gisela Dulko               | Marta Marrero                | 6-0, 6-3       | Parcours |

## Classements WTA en fin de saison

### En simple
| Année | 1998 | 1999 | 2000 | 2001 | 2002 | 2003 | 2004 | 2005 | 2006 | 2007 | 2008 | 2009 |
| Rang  | 350  | 145  | 70   | 61   | 86   | 109  | 47   | 278  | -    | 197  | 451  | 368  |

Source : (en) « Classements de Marta Marrero », sur le site officiel du WTA Tour

### En double
| Année | 1998 | 1999 | 2000 | 2001 | 2002 | 2003 | 2004 | 2005 | 2006 | 2007 | 2008 | 2009 |
| Rang  | 582  | 357  | 367  | 124  | 106  | 133  | 60   | 89   | -    | 132  | 301  | 415  |

Source : (en) « Classements de Marta Marrero », sur le site officiel du WTA Tour

## Palmarès Padel

### World Padel Tour
| N.º | Année | Tournoi             | Catégorie    | Partenaire        | Adversaires en finale                     | Résultat        |
| --- | ----- | ------------------- | ------------ | ----------------- | ----------------------------------------- | --------------- |
| 1.  | 2014  | Valence             | Open         | Catalina Tenorio  | Lucía Sainz Marta Ortega                  | 6-2 / 6-4       |
| 2.  | 2015  | Cadix               | Open         | Alejandra Salazar | Mapi Sánchez Alayeto Majo Sánchez Alayeto | 4-6 / 7-6 / 7-5 |
| 3.  | 2016  | Valence             | Master       | Alejandra Salazar | Carolina Navarro Cecilia Reiter           | 6-4 / 6-4       |
| 4.  | 2016  | Madrid              | Master Final | Alejandra Salazar | Mapi Sánchez Alayeto Majo Sánchez Alayeto | 6-2 / 6-3       |
| 5.  | 2016  | Valence             | Master       | Alejandra Salazar | Mapi Sánchez Alayeto Majo Sánchez Alayeto | 6-2 / 7-6       |
| 6.  | 2016  | Las Rozas de Madrid | Open         | Alejandra Salazar | Mapi Sánchez Alayeto Majo Sánchez Alayeto | 6-3 / 2-6 / 6-1 |
| 7.  | 2016  | Monaco              | Master       | Alejandra Salazar | Elisabet Amatriain Patricia Llaguno       | 6-0 / 6-2       |
| 8.  | 2016  | Séville             | Open         | Alejandra Salazar | Lucía Sainz Gemma Triay                   | 6-3 / 7-5       |
| 9.  | 2016  | La Corogne          | Open         | Alejandra Salazar | Elisabet Amatriain Patricia Llaguno       | 6-4 / 6-3       |
| 10. | 2016  | Saragosse           | Open         | Alejandra Salazar | Mapi Sánchez Alayeto Majo Sánchez Alayeto | 7-5 / 6-4       |
| 11. | 2016  | Saint-Sébastien     | Open         | Alejandra Salazar | Mapi Sánchez Alayeto Majo Sánchez Alayeto | 6-3 / 6-2       |
| 12. | 2018  | Alicante            | Open         | Alejandra Salazar | Mapi Sánchez Alayeto Majo Sánchez Alayeto | 6-3 / 7-6       |
| 13. | 2018  | Lugo                | Open         | Alejandra Salazar | Mapi Sánchez Alayeto Majo Sánchez Alayeto | 6-2 / 6-3       |
| 14. | 2018  | Madrid              | WOpen        | Alejandra Salazar | Mapi Sánchez Alayeto Majo Sánchez Alayeto | 6-2 / 4-6 / 6-4 |
| 15. | 2018  | Bilbao              | Open         | Alejandra Salazar | Mapi Sánchez Alayeto Majo Sánchez Alayeto | 6-3 / 2-6 / 6-4 |
| 16. | 2018  | Murcie              | Open         | Alejandra Salazar | Mapi Sánchez Alayeto Majo Sánchez Alayeto | 7-5 / 4-6 / 6-1 |
| 17. | 2018  | Madrid              | Master Final | Alejandra Salazar | Mapi Sánchez Alayeto Majo Sánchez Alayeto | 6-3 / 6-2       |
| 18. | 2019  | Marbella            | Master       | Marta Ortega      | Alejandra Salazar Ariana Sánchez          | 4-6 / 6-1 / 6-4 |
| 19. | 2019  | Logroño             | Open         | Marta Ortega      | Alejandra Salazar Ariana Sánchez          | 4-6 / 7-5 / 6-3 |
| 20. | 2019  | Vigo                | Open         | Marta Ortega      | Gemma Triay Lucía Sainz                   | 6-2 / 6-2       |
| 21. | 2019  | Båstad              | Open         | Marta Ortega      | Ana Catarina Nogueira Paula Josemaría     | 6-2 / 6-1       |
| 22. | 2019  | Valence             | Open         | Marta Ortega      | Alejandra Salazar Ariana Sánchez          | 6-3 / 6-2       |
| 23. | 2019  | Cascais             | Master       | Marta Ortega      | Alejandra Salazar Ariana Sánchez          | 7-5 / 6-3       |
| 24. | 2019  | Cordoue             | Open         | Marta Ortega      | Elisabet Amatriaín Patricia Llaguno       | 6-2 / 6-0       |
| 25. | 2020  | Marbella            | Master       | Paula Josemaría   | Alejandra Salazar Ariana Sánchez          | 7-6 / 3-6 / 6-2 |
| 26. | 2022  | Majorque            | Challenger   | Lucía Sainz       | Jessica Castelló Alix Collombon           | 4-6 / 6-1 / 6-1 |